# Ботовасоа, Люсьен
Люсьен Ботовасоа (фр. Lucien Botovasoa; 1908, Вохипено, Мадагаскар, Франция — 14 апреля 1947, Манакара, Мадагаскар, Франция) — мадагаскарский учитель, францисканец-мирянин, блаженный Католической церкви, мученик.

## Биография
Родился в 1908 году в семье Жозефа Бехандри и Филомены Невианцуа. Был старшим из девяти детей в семье. Люсьен учился в католической школе и принял крещение 15 апреля 1922 года, а 2 апреля 1923 года был миропомазан Продолжил учёбу в иезуитской школе, которую окончил в 1928 году, получив педагогическую подготовку. 10 октября 1930 года женился на Сюзанне Суазана (или Суазара). У них родилось восемь детей, из которых выжило пятеро.
Помимо малагасийского и французского языков, владел латинским, немецким, китайским и английским. Играл на горне и на фисгармонии, руководил церковным хором.
В 1940 году Люсьен Ботовасоа начал посещать общину Третьего ордена францисканцев и 8 декабря 1944 года возглавил её. С этого дня он отказался от роскоши и увеличил число покаянных практик: постился по средам и пятницам, приходил в церковь в четыре часа утра, чтобы помолиться перед дарохранительницей, читал молитву розария на ходу, а по субботам и воскресеньям евангелизировал местных жителей. В конце жизни он носил под рубашкой власяницу и не скрывал это от учеников, объясняя, что делает это, «чтобы контролировать себя и не потакать своим прихотям».
После Второй мировой войны на Мадагаскаре активизировалось движение за независимость. В конце 1946 года муж сестры Люсьена, Жозеф Манжакафено, также известный под именем Мбододо, и его старший брат Цимихоно стали участниками этого движения. При этом Цимихоно был вождём клана, правившего деревней Амбохиманариву, и выступать против его решений было невозможно. Люсьен был против вмешательства в политическую жизнь и утверждал, что «это закончится кровью». Однако местный священник Гаррик настаивал, чтобы Люсьен, ставший к тому времени директором школы, вступил в профранцузскую партию под страхом увольнения с должности. Люсьен подчинился, но отказался участвовать в собраниях и местных выборах и был занесён в список врагов народа. За несколько месяцев до смерти он предсказал жене, родителям и друзьям своё скорое мученичество. 16 марта Цимихоно принял решение убить Люсьена и ещё шесть человек, но когда Люсьена предупредили об этом, он отказался бежать и был обезглавлен. Перед смертью он произнёс: «Боже мой, прости моих братьев... Да послужит пролитая мною кровь спасению моей страны».

## Прославление
15 апреля 2018 года папа Франциск провозгласил Люсьена Ботовасоа блаженным. День его памяти — 14 апреля.